# Pfarrkirche Puch bei Hallein

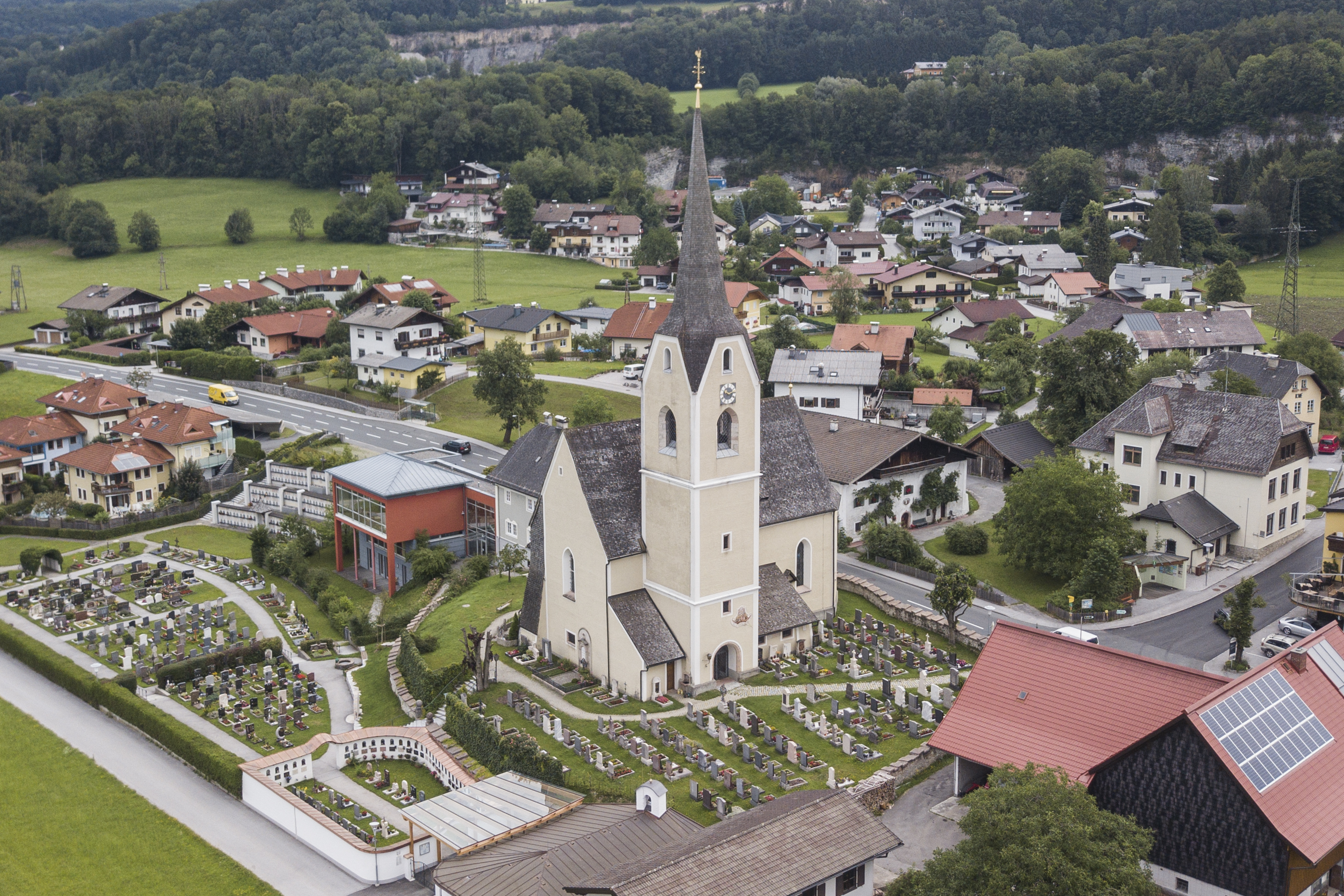
Katholische Pfarrkirche Mariä Geburt in Puch bei Hallein

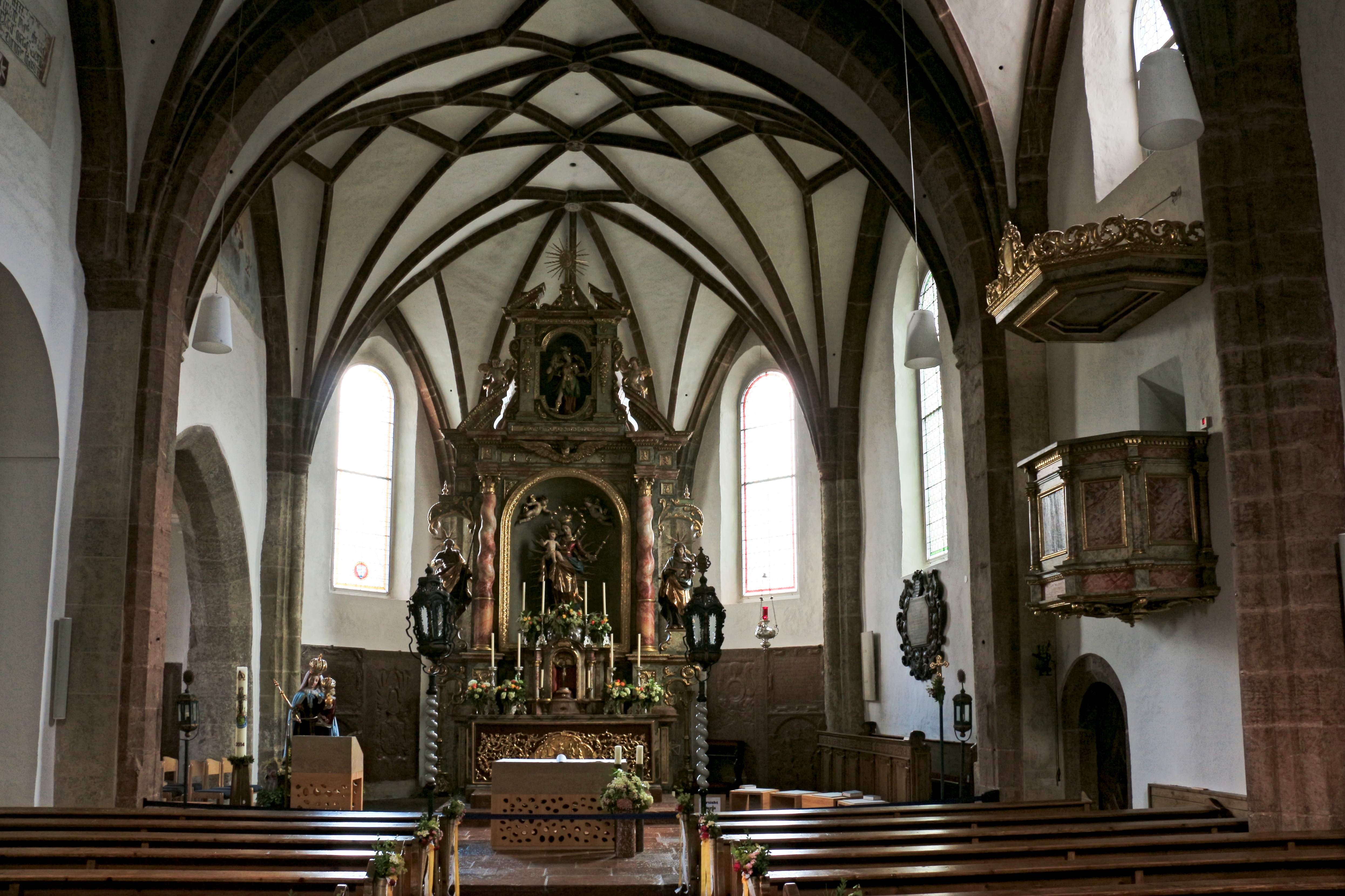
Hauptschiff zum Chor, links zwei Bögen der Arkade zum Seitenschiff

Die Pfarrkirche Puch bei Hallein steht an der nördlichen Ortseinfahrt in der Gemeinde Puch bei Hallein im Bezirk Hallein im Land Salzburg. Die auf das Fest Mariä Geburt geweihte römisch-katholische Pfarrkirche gehört zum Dekanat Hallein in der Erzdiözese Salzburg. Die Kirche steht unter Denkmalschutz (Listeneintrag).

## Geschichte
Urkundlich wurde 1347 eine Kirche genannt. 1668 erfolgte der Anbau einer Sakristei. 1735 wurde ein Seitenschiff angebaut. 1930 wurde die Kirche zur Pfarrkirche erhoben. 1966 wurde der Friedhof erweitert und eine Aufbahrungshalle erbaut. 1966/1967 wurde die Kirche restauriert.

## Architektur
Das spätgotische Kirchenbau mit einer polygonale Apsis zeigt sich außen schlicht mit einem Sockel. Der dreigeschoßige spätgotische Turm steht an der südlichen Langhausseite und beinhaltet das rundbogige abgefaste Südportal, der Turm hat spitzbogige Schallfenster und darüber rundbogige barocke Fensteröffnungen und trägt einen Spitzhelm, welcher über die abgeschrägten Ecken des Turmes heruntergezogen ist.
Die Turmeingangshalle hat ein spätgotisches Sternrippengewölbe auf Konsolen. Der Übergang zum Langhaus bildet ein spätgotisches mehrfach gekehltes spitzbogiges Südportal.
Die Kirche Mariä Geburt ist eine zweischiffige Pseudobasilika, ihr Langhaus besteht aus dem Hauptschiff und einem wesentlich niedrigeren nördlichen Seitenschiff. Die Gewölbe des Hauptschiffs setzen höher an, als die Scheitel der spitzbogigen Arkadenbögen liegen. Das Hauptschiff und der Chor sind spätgotisch, das Netzrippengewölbe hat einen sechsteiligen Rautenstern mit runden Schlusssteinen über Wandpfeilern und Runddiensten, im Chor auf Diensten mit Rundkapitellen. Das vierjochige Langhaus hat im Westen eine Holzempore aus 1672 mit einem südlichen Balkon über das zweite Joch als Zugang zum Turmobergeschoß mit einem spätgotischen kielbogigen Portal. Im vierten Langhausjoch ist südlich ein spätgotisches rundbogiges abgefastes Sakristeiportal. Der einjochige Chor schließt mit einem Fünfachtelschluss. Das nördliche viereinhalbjochige barocke Seitenschiff unter einem Pultdach ist im Westen gegenüber dem Hauptschiff verkürzt und hat ein gekehltes Rundbogenportal mit der Jahresangabe 1735, im ersten Halbjoch ist ein Aufgang zur Empore des Hauptschiffes, in den drei folgenden Joche habe Gewölbe aus Stichkappentonnen mit Gurtbögen auf Pilastern mit profilierten Kapitellen, das vierte Joch ist ein Kreuzgratgewölbe in der Länge des Chorjoches. Im Süden befinden sich beidseits des Turmes eingeschoßige Anbauten unter einem Pultdach, östlich die Sakristei.
Es gibt ein Kruzifix von Wolf Weissenkirchner aus 1659. Die Orgel aus 1980 stammt von Hermann Oettl/Salzburg.